# Stadtluft macht frei
Stadtluft macht frei é um ditado popular medieval alemão que significa literalmente "o ar da cidade confere liberdade". Ele sintetiza um fenômeno que vários historiadores identificaram na Europa medieval, nomeadamente o fato de muitas cidades europeias serem habitadas por cidadãos livres, os burgueses (bourgeoisie), em contraste com as zonas agrárias circundantes, onde os servos estavam sob o controle feudal de famílias da nobreza, possuidoras de terras.
Como explicar que os reis europeus tenham muitas vezes apoiado estas liberdades ?
O historiador David Landes afirma que há sobretudo duas grandes razões:
1. As cidades eram centros de comércio e da produção de bens artesanais de grande importância para os reis.
2. Os burgueses eram inimigos naturais da aristocracia possuidora de terras. Como tal, eles eram um aliado natural do rei nos seus jogos de poder contra alguns dos nobres que lhe pudessem causar perigo.